# Ariel Maughan
Ariel Leishman "Ace" Maughan (Salt Lake City, Utah, 26 de abril de 1923 - Asheville, Carolina del Norte, 4 de agosto de 1997) fue un jugador de baloncesto estadounidense que disputó cinco temporadas entre la BAA y la NBA y una más en la EPBL. Con 1,93 metros de estatura, jugaba en la posición de alero.

## Trayectoria deportiva

### Universidad
Su carrera universitaria transcurrió con los Aggies de la Universidad Estatal de Utah, siendo el primer jugador de dicha institución en llegar a jugar en la NBA.

### Profesional
Comenzó su andadura profesional en los Detroit Falcons, en la recién creada BAA, con los que jugó la única temporada que el equipo estuvo en la competición, promediando 9,0 puntos y 1,0 asistencias por partido. Tras la desaparición de los Falcons, se produjo un draft de dispersión, siendo elegido por los Boston Celtics, pero acabaría firmando finalmente por los Providence Steamrollers, quienes mediada la temporada lo traspasaron a St. Louis Bombers a cambio de Wyndol Gray.
En los Bombers jugó tres temporadas, siendo la más destacada la 1948-49, en la que fue uno de los mejores anotadores del equipo, promediando 10,8 puntos y 1,8 asistencias por partido. Al término de la temporada 1949-50 el equipo desapareció, volviendo a ser incluido en un draft de dispersión, en el que fue elegido por los Washington Capitols, equipo con el que disputaría una temporada en la que promedió 7,3 puntos y 4,0 rebotes por partido. Acabó su carrera jugando una temporada con los Wilkes-Barre Barons de la EPBL.

## Estadísticas de su carrera en la BAA y la NBA

### Temporada regular
| Año     | Equipo     | PJ  | %TC  | %TL  | RPP | APP | PPP  |
| ------- | ---------- | --- | ---- | ---- | --- | --- | ---- |
| 1946–47 | Detroit    | 59  | .241 | .737 | –   | 1.0 | 9.0  |
| 1947–48 | Providence | 14  | .242 | .688 | –   | .1  | 3.9  |
| 1947–48 | St. Louis  | 28  | .327 | .568 | –   | .1  | 4.6  |
| 1948–49 | St. Louis  | 55  | .317 | .646 | –   | 1.8 | 10.8 |
| 1949–50 | St. Louis  | 68  | .279 | .766 | –   | 1.5 | 7.0  |
| 1950–51 | Washington | 35  | .312 | .797 | 4.0 | 1.4 | 7.3  |
| Total   | Total      | 259 | .280 | .712 | 4.0 | 1.2 | 7.9  |

### Playoffs
| Año   | Equipo    | PJ | %TC  | %TL  | RPP | APP | PPP  |
| ----- | --------- | -- | ---- | ---- | --- | --- | ---- |
| 1948  | St. Louis | 7  | .262 | .696 | –   | .1  | 11.4 |
| 1949  | St. Louis | 2  | .000 | .667 | –   | 1.5 | 1.0  |
| Total | Total     | 9  | .250 | .692 | –   | .4  | 9.1  |